# Liste der Stadtteile des Tokioter Bezirks Chūō
Diese Liste der Stadtteile des Tokioter Bezirks Chūō zählt alle heutigen Ortsteile auf dem Gebiet von Chūō, Präfektur Tokio im Zentrum von Tokio auf. Aufgeführt werden nur die klar abgegrenzten Gebiete, wie sie auch für Postadressen in Japan verwendet werden.
Viele Stadtteile bestehen aus mehreren nummerierten Vierteln (丁目, chōme), die in der Regel mehrere Blocks umfassen. In einigen Tokioter Bezirken werden mehrere Stadtteile zu einem Gebiet (地域, chiiki) zusammengefasst. In Chūō werden aus historischen Gründen drei Gebiete unterschieden: Die beiden Gebiete Nihonbashi und Kyōbashi korrespondieren in der bis 1943 existierenden Stadt Tokio mit den beiden gleichnamigen Stadtbezirken, durch deren Zusammenschluss 1947 der Bezirk Chūō entstand; das dritte Gebiet ist Tsukishima, ein ab 1892 erschlossenes Neulandgebiet. Den Stadtteilnamen im ehemaligen Bezirk Nihonbashi wurde 1947 Nihonbashi vorangestellt; heute existieren drei Ausnahmen: Nihonbashi, Higashi-Nihonbashi und Yaesu 1-chōme.
Die Nummern der chōme sind gegebenenfalls hinter dem Namen aufgeführt.
| Transkription, chōme       | Japanisch      | Fläche (2010) | Einwohner (Meldestatistik 1. März 2021) | Gebiet     |
| -------------------------- | -------------- | ------------- | --------------------------------------- | ---------- |
| Yaesu 2                    | 八重洲(二丁目) | 0,09 km²      | 32                                      | Kyōbashi   |
| Kyōbashi 1–3               | 京橋           | 0,23 km²      | 256                                     | Kyōbashi   |
| Ginza 1–8                  | 銀座           | 0,87 km²      | 3.609                                   | Kyōbashi   |
| Shintomi 1–2               | 新富           | 0,12 km²      | 2.206                                   | Kyōbashi   |
| Irifune 1–3                | 入船           | 0,08 km²      | 2.549                                   | Kyōbashi   |
| Minato 1–3                 | 湊             | 0,19 km²      | 7.021                                   | Kyōbashi   |
| Akashichō                  | 明石町         | 0,25 km²      | 3.391                                   | Kyōbashi   |
| Tsukiji 1–7                | 築地           | 1,01 km²      | 8.375                                   | Kyōbashi   |
| Hamarikyū Teien            | 浜離宮庭園     | 0,28 km²      | 0                                       | Kyōbashi   |
| Hatchōbori 1–4             | 八丁堀         | 0,25 km²      | 3.721                                   | Kyōbashi   |
| Shinkawa 1–2               | 新川           | 0,47 km²      | 9.499                                   | Kyōbashi   |
| Nihonbashi-Hongokuchō 1–4  | 日本橋本石町   | 0,13 km²      | 89                                      | Nihonbashi |
| Nihonbashi-Muromachi 1–4   | 日本橋室町     | 0,16 km²      | 297                                     | Nihonbashi |
| Nihonbashi-Honchō 1–4      | 日本橋本町     | 0,19 km²      | 1.258                                   | Nihonbashi |
| Nihonbashi-Kobunachō       | 日本橋小舟町   | 0,05 km²      | 1.009                                   | Nihonbashi |
| Nihonbashi-Kodenmachō      | 日本橋小伝馬町 | 0,08 km²      | 1.100                                   | Nihonbashi |
| Nihonbashi-Ōdenmachō       | 日本橋大伝馬町 | 0,05 km²      | 1.756                                   | Nihonbashi |
| Nihonbashi-Horidomechō 1–2 | 日本橋堀留町   | 0,09 km²      | 2.884                                   | Nihonbashi |
| Nihonbashi-Tomizawachō     | 日本橋富沢町   | 0,06 km²      | 1.483                                   | Nihonbashi |
| Nihonbashi-Ningyōchō 1–3   | 日本橋人形町   | 0,20 km²      | 5.236                                   | Nihonbashi |
| Nihonbashi-Koamichō        | 日本橋小網町   | 0,11 km²      | 1.329                                   | Nihonbashi |
| Nihonbashi-Kakigarachō 1–2 | 日本橋蛎殻町   | 0,17 km²      | 5.260                                   | Nihonbashi |
| Nihonbashi-Hakozakichō     | 日本橋箱崎町   | 0,28 km²      | 3.774                                   | Nihonbashi |
| Nihonbashi-Bakurochō 1–2   | 日本橋馬喰町   | 0,11 km²      | 2.159                                   | Nihonbashi |
| Nihonbashi-Yokoyamachō     | 日本橋横山町   | 0,04 km²      | 1.113                                   | Nihonbashi |
| Higashi-Nihonbashi 1–3     | 東日本橋       | 0,24 km²      | 5.835                                   | Nihonbashi |
| Nihonbashi-Hisamatsuchō    | 日本橋久松町   | 0,04 km²      | 741                                     | Nihonbashi |
| Nihonbashi-Hamachō 1–3     | 日本橋浜町     | 0,43 km²      | 11.794                                  | Nihonbashi |
| Nihonbashi-Nakasu          | 日本橋中洲     | 0,11 km²      | 2.540                                   | Nihonbashi |
| Yaesu 1                    | 八重洲(一丁目) | 0,09 km²      | 37                                      | Nihonbashi |
| Nihonbashi 1–3             | 日本橋         | 0,28 km²      | 340                                     | Nihonbashi |
| Nihonbashi-Kayabachō 1–3   | 日本橋茅場町   | 0,16 km²      | 1.303                                   | Nihonbashi |
| Nihonbashi-Kabutochō       | 日本橋兜町     | 0,12 km²      | 731                                     | Nihonbashi |
| Tsukuda 1–3                | 佃             | 0,50 km²      | 15.015                                  | Tsukishima |
| Tsukishima 1–4             | 月島           | 0,52 km²      | 16.810                                  | Tsukishima |
| Kachidoki 1–6              | 勝どき         | 0,67 km²      | 27.145                                  | Tsukishima |
| Toyomichō                  | 豊海町         | 0,16 km²      | 1.190                                   | Tsukishima |
| Harumi 1–5                 | 晴海           | 1,18 km²      | 17.675                                  | Tsukishima |
| Chūō-ku                    | 中央区         | 10,18 km²     | 170.562                                 |            |